# 피톤즈

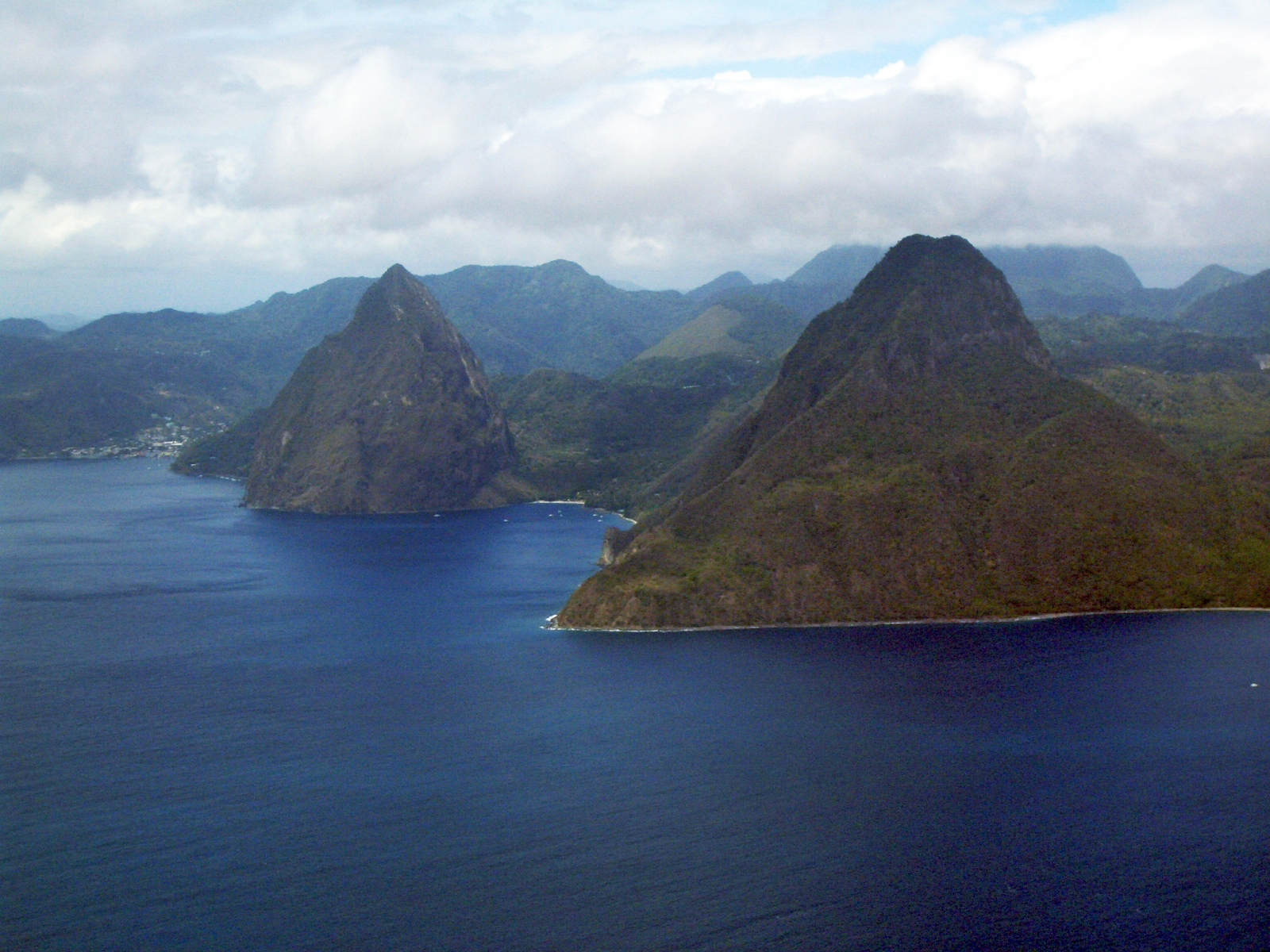
피톤즈의 모습

피톤즈(영어: Pitons)는 세인트루시아의 수프리에르 마을에 있는 쌍둥이 화산 봉우리로, 지금은 사화산이다. 이곳은 뾰족한 형태의 성층화산들로 관광 명소이다. 그로스피톤(해발 771m)과 프티피톤(해발 743m)을 합쳐서 부르는 말이다. 그로스피톤 봉에 올라서면 동생 프티피톤 봉이 보이며, 두 봉우리 사이는 피톤미턴 (Piton Mitan)이란 이름의 산등성이로 이어져 있다.
피톤즈는 현재 유네스코 세계유산으로 지정되어 있으며, 세인트루시아를 대표하는 명소로서 세인트루시아의 국기에 삼각형 모양으로 들어가 있다. 이밖에도 세인트루시아 현지의 맥주회사인 윈드워드 리워드 사에서 '피톤즈'란 이름의 맥주 브랜드를 판매하고 있다.

## 지리
피톤즈는 세인트루시아의 수프리에르 마을 부근에 위치해 있다. 수프리에르와 쇼아쇨은 섬 남서부에 자리한다. 선거구상으로는 제3선거구와 제10선거구에 걸쳐 있다. 또 두 봉우리는 잘루시 만 (Jalousie Bay)을 사이에 두고 솟아 있다. 화산지대이기 때문에 이 주변 지역은 유황이 분화하는 구멍과 온천지가 있는 지열대에 속한다.
피톤즈의 두 봉우리는 각각 '그로스피톤', '프티피톤'이라 부르며 그로스피톤이 프티피톤보다 더 높다.
- 그로스피톤: 피톤즈 만 남쪽 끝에 위치한 봉우리로 세인트루시아에서 지미 산에 이어 두번째로 큰 산이다. 그로스피톤은 등벽이나 등산 경험이 없어도 쉽게 등정할 수 있는 산이다. 등정하는 데 걸리는 시간은 몇 시간 남짓이다.
- 프티피톤: 수프리에르 만 중앙 쪽으로 솟아 있는 봉우리이다. 수프리에르 마을 남쪽, 그로스피톤의 북쪽에 자리잡고 있다. 1878년 압돔 델리니라는 사람이 처음으로 등정에 성공했으며, 이곳 정상에서는 도미니카 연방, 마르티니크, 바베이도스, 세인트빈센트섬 등 주변의 섬들을 바라볼 수 있다.[2]

두 봉우리 모두 등산객들이 많이 찾는 곳이지만 그로스피톤 쪽이 더 인기가 많다. 상술했듯 등반하기 쉽다는 이유에서다. 다만 혼자서 등반하는 경우는 없고, 현지 가이드 (보통 리조트를 통해서)와 같이 등반한다. 이들 가이드는 여행객들이 주로 쓰는 언어를 구사할 줄 알며 사고가 발생할 시 응급조치를 취할 수 있도록 정부기관에서 교육받은 가이드들이다. 개별 가이드 외에도 피톤즈 관리구역 보존을 맡고 있는 수프리에르 재단 (Soufrière Foundation)이라는 비영리 단체에서 투어를 운영하기도 한다.

## 갤러리

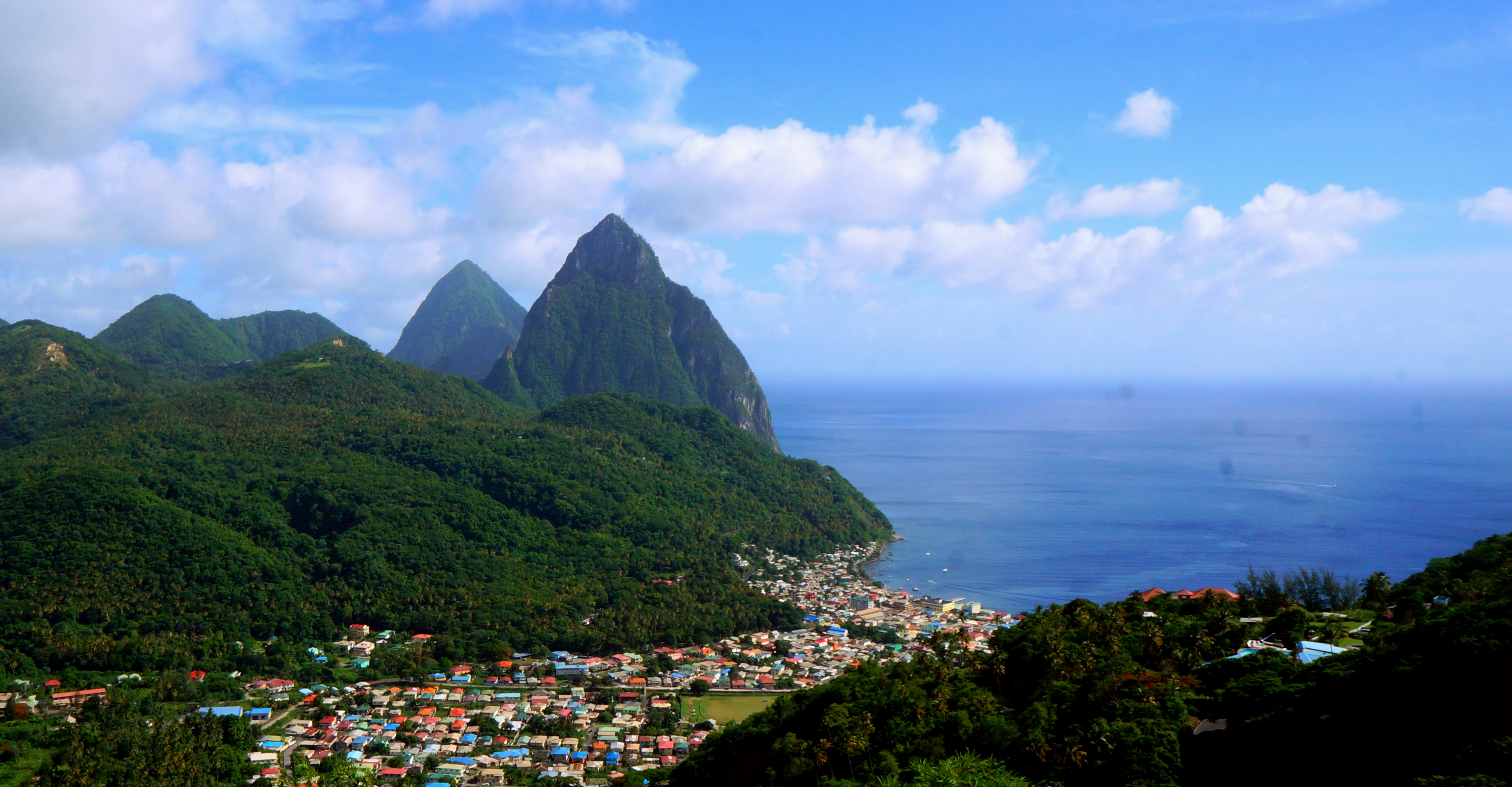
피톤즈와 수프리에르, 카리브해의 풍경
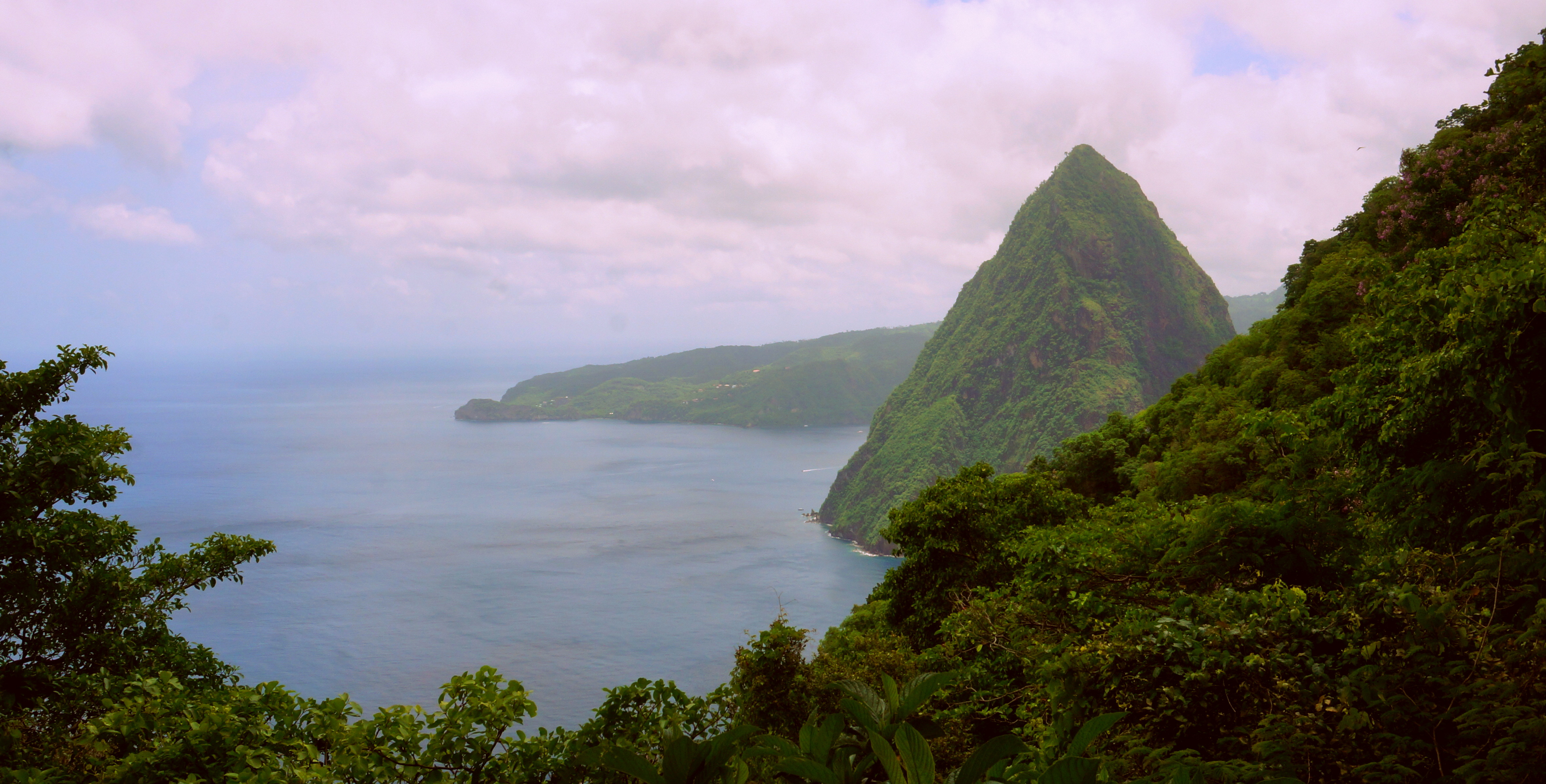
그로스피톤에서 바라본 프티피톤
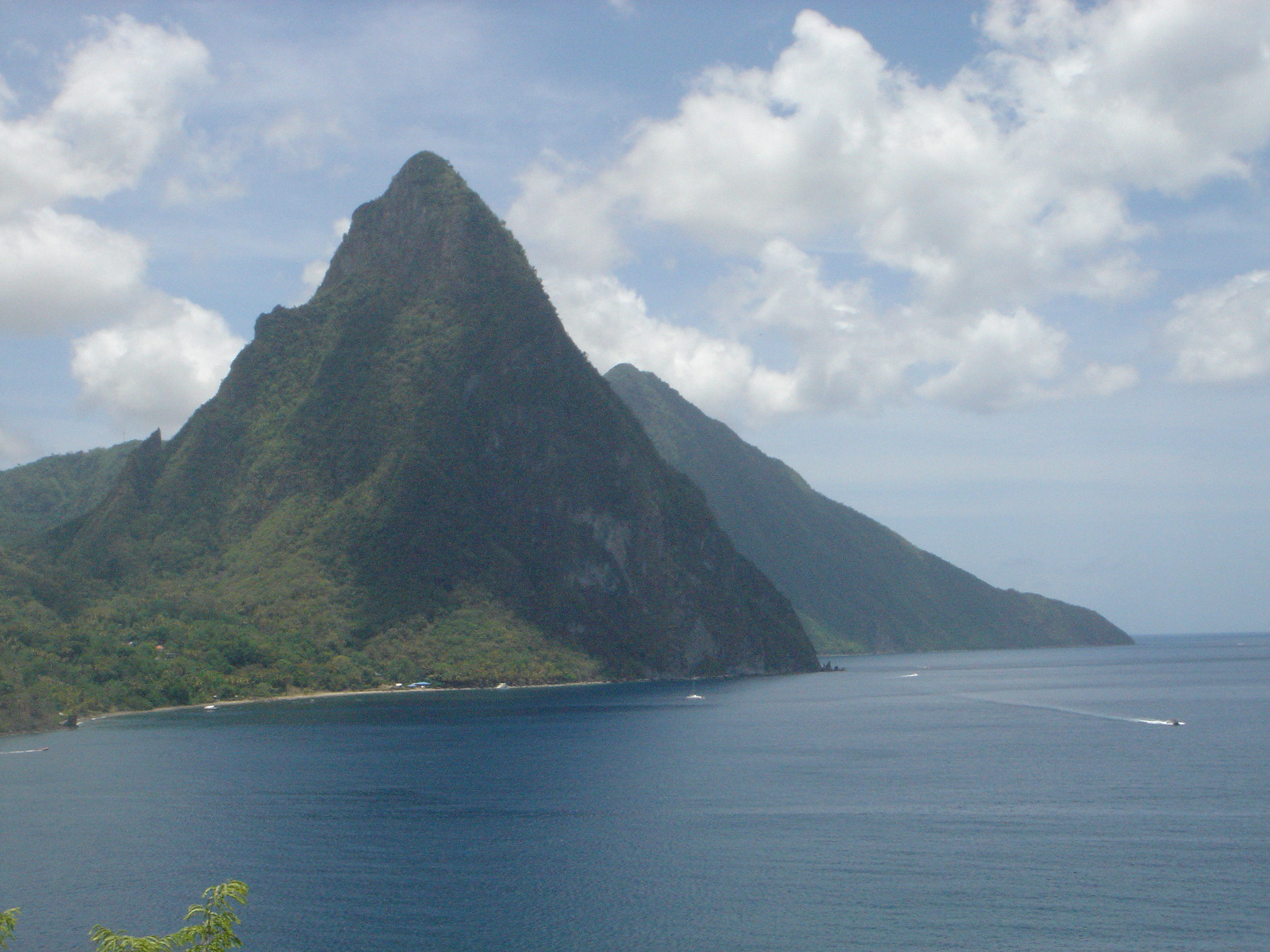
북쪽에서 바라본 피톤즈
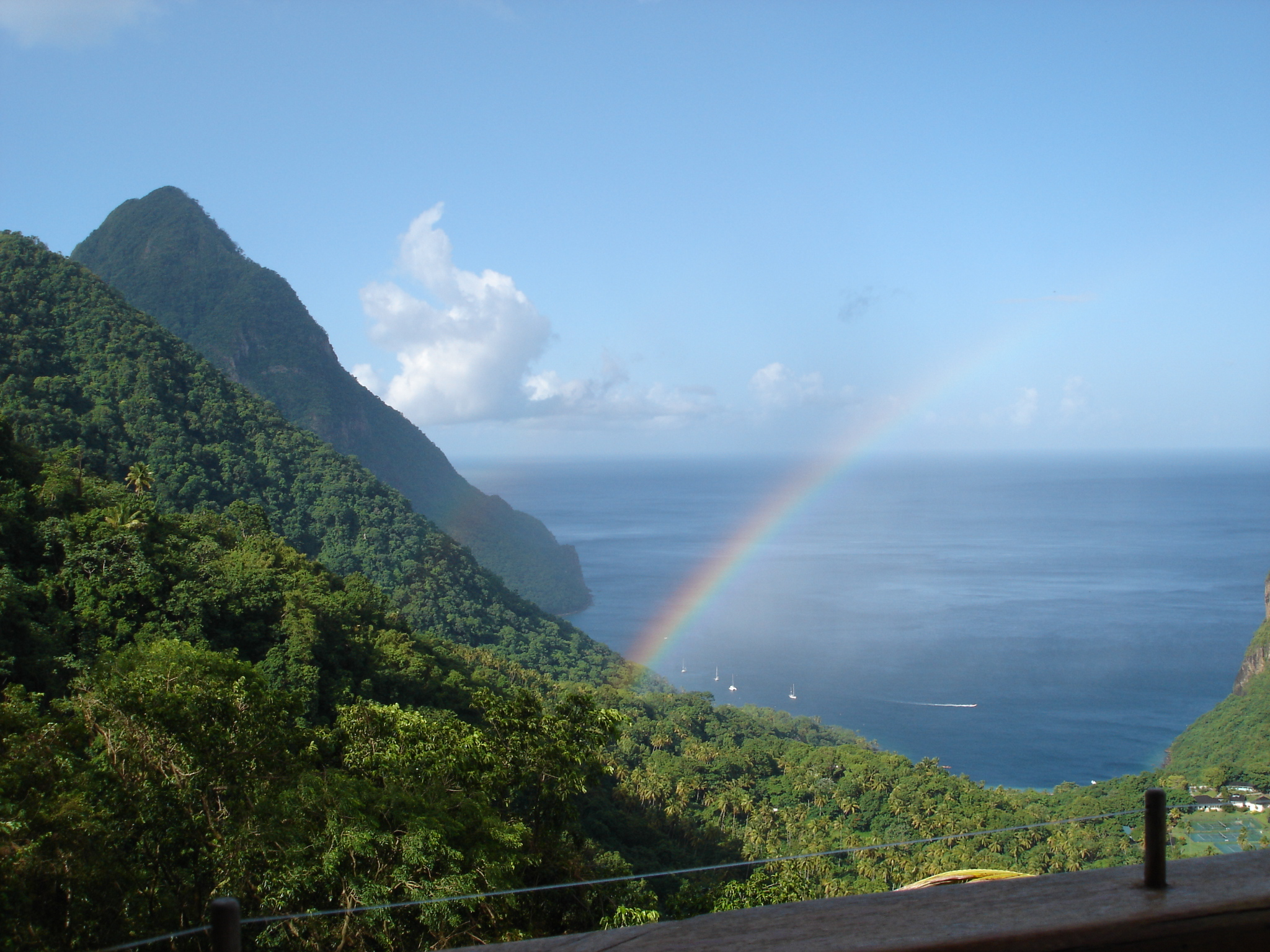
산등성이 쪽에서 바라본 그로스피톤
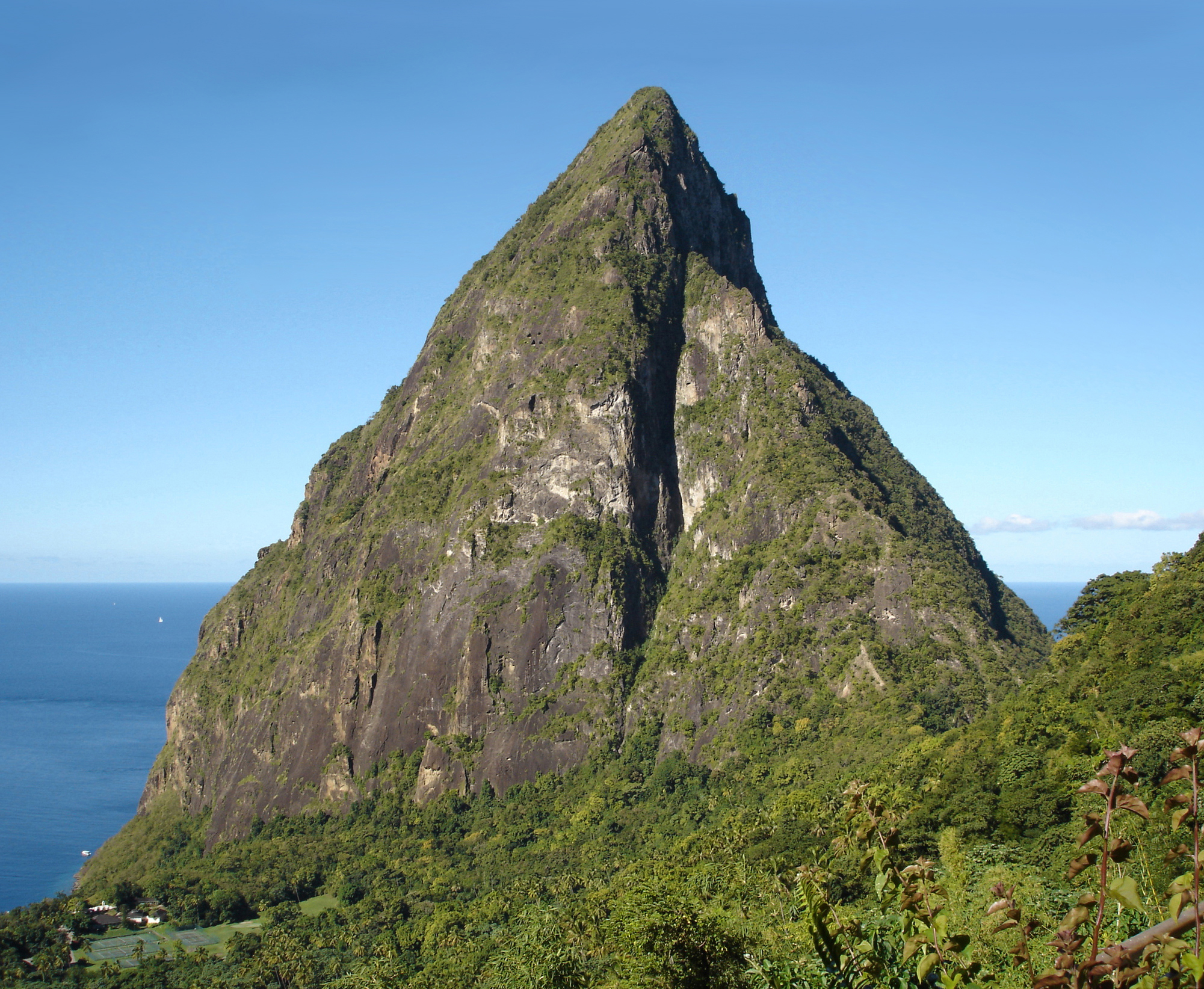
산등성이 쪽에서 바라본 프티피톤
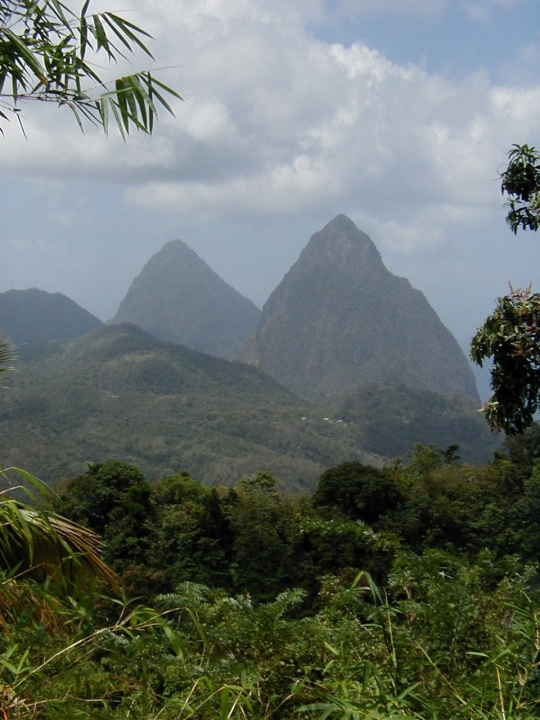
북동쪽에서 바라본 그로스피톤과 프티피톤
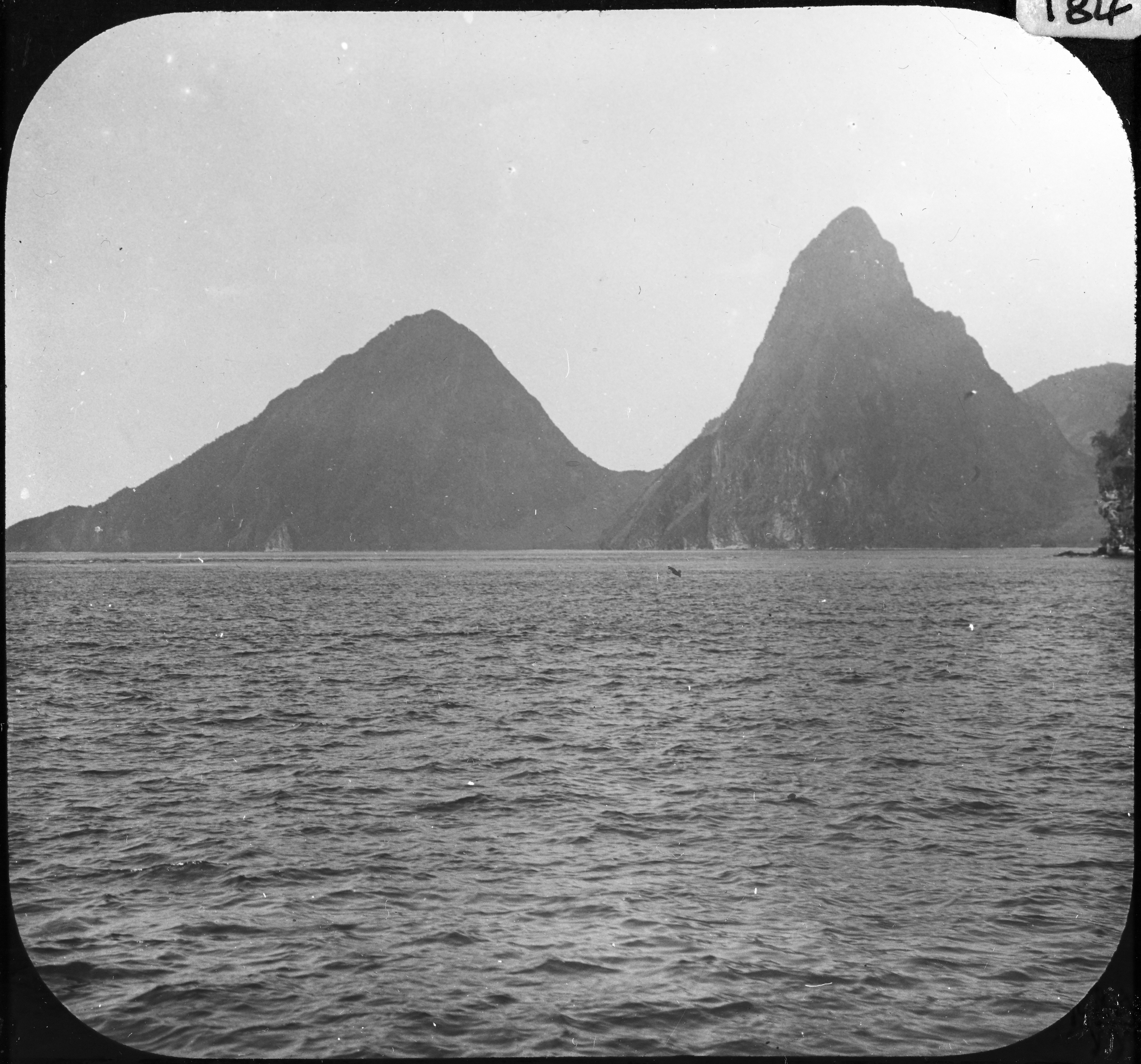
1903년의 피톤즈
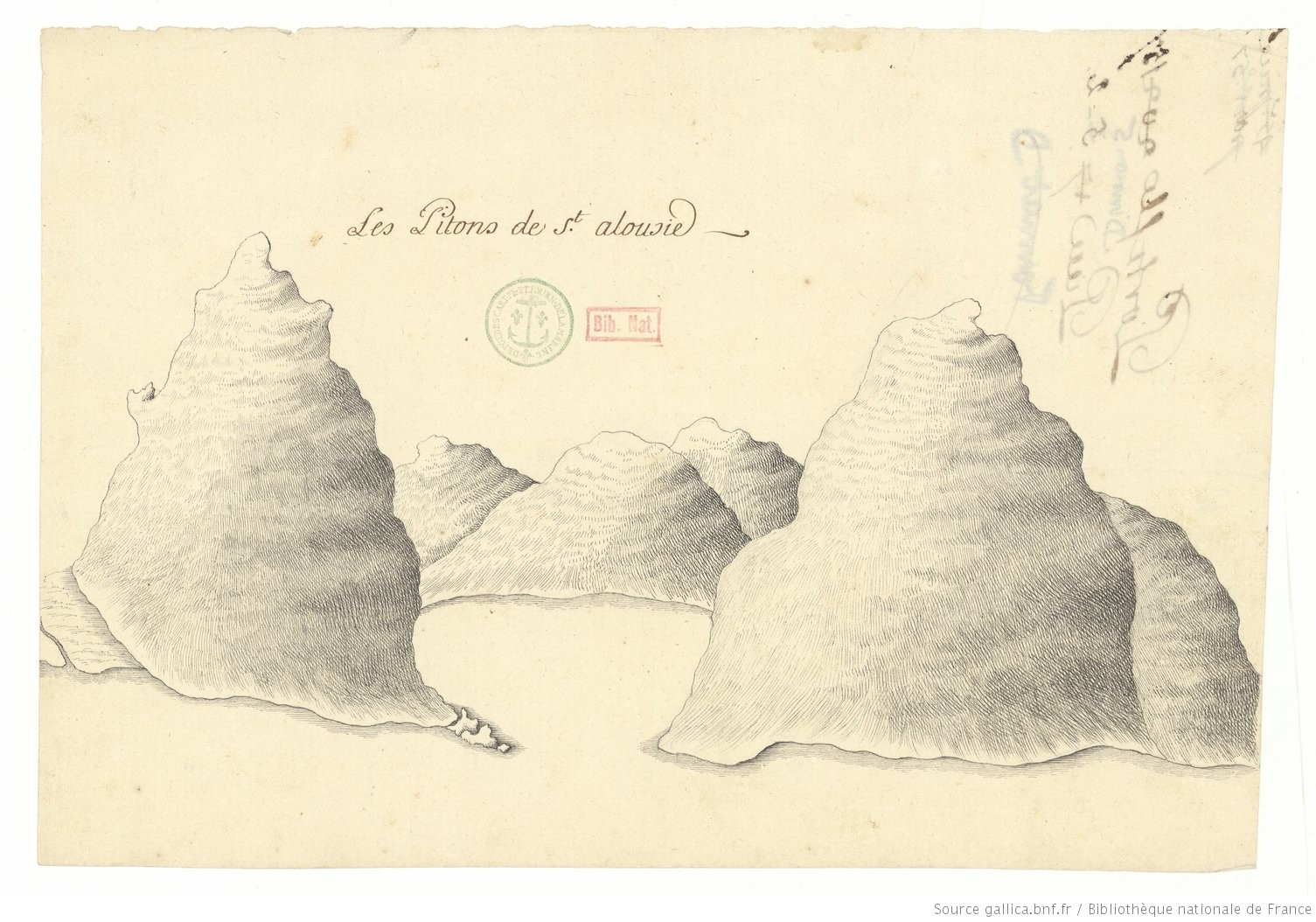
17세기의 피톤즈 삽화
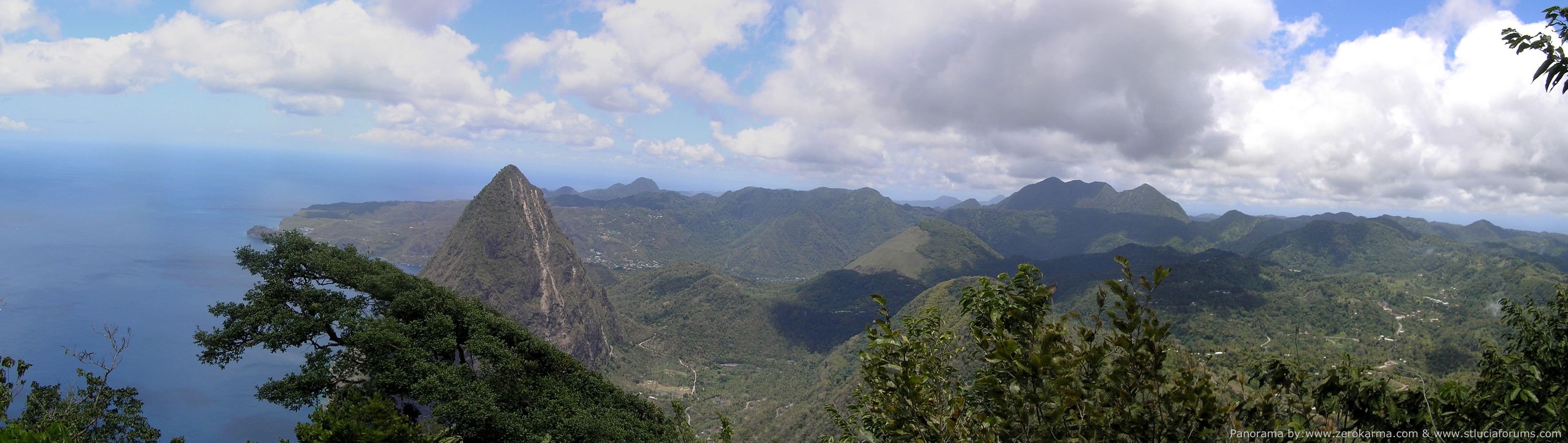
그로스피톤 정상의 파노라마. 북쪽 방향으로 찍은 사진이며 프티피톤과 세인트루시아 북부 일대가 보인다.